# Paragraf 22 (zespół muzyczny)
Paragraf 22 – polska grupa wykonująca muzykę z pogranicza rocka i nu metalu. Zespół powstał w 1995 roku w Gdańsku. W 2000 roku ukazał się debiutancki album grupy zatytułowany Człowiek. Dwa lata później zespół został rozwiązany.
W 2002 roku po rozwiązaniu grupy Mateusz Sieńko i Marcin Gdaniec wraz z członkami grupy Kanon założyli zespół Milczenie Owiec.

## Historia
Zespół powstał pod koniec 1995 roku w Gdańsku z inicjatywy braci Szymona i Mateusza Sieńko oraz Krzysztofa "Brochy" Broszkiewicza. Pierwsze wydawnictwo grupy pt. Demo zostało zarejestrowane latem 1997 roku. W listopadzie tego samego roku do grupy dołączył drugi gitarzysta Marcin Gdaniec. W 1998 roku zostało zrealizowane drugie Demo, które ukazało się na kompilacji Czerwony Słoń leci wprost do nieba.
Zespół wystąpił m.in. podczas Mayday Rock Festival w 1998 i 1999 roku, szczecińskim Festiwalu Rock'n'rolla '98, Zgrzyty '99 oraz na przeglądzie grup rockowych Wielkie Granie. 27 marca 2000 roku nakładem Sony Music Entertainment Poland ukazał się debiutancki album grupy zatytułowany Człowiek. Wydawnictwo było promowane teledyskami do utworów "Najdłuższy dzień" oraz "13". Również w 2000 roku grupa uzyskała nominację do nagrody Polskiego przemysłu fonograficznego Fryderyk w kategorii album roku metal.
W 2001 roku z zespołu odszedł perkusista Krzysztof Broszkiewicz, którego zastąpił występujący w grupie Crew Karol Skrzyński. W 2002 roku grupa została rozwiązana.

## Dyskografia
- Demo (1997)
- Demo (1998)
- Człowiek (27 marca 2000, Sony Music Entertainment Poland)

Kompilacje
- Różni wykonawcy - Czerwony Słoń leci wprost do nieba (1998)
- Różni wykonawcy - Krugerandy - utwór pt. "Człowiek" (Soundtrack, 1999)[5][6]